# 城田純
城田純（1984年11月9日—）日本歌手、設計師。父親是日本人，母親是西班牙人，為日西混血兒。

## 基本資料
- 生日：1984年11月9日
- 出生：日本東京
- 血型：O型

- 父親城田光男是放送作家。母親是西班牙人。兄弟姐妹各一，於五人中排行第三。
- 年齡相差一歲的弟弟城田優是演員。

## 曾屬組合
- 組合名稱：alma（已於2010年11月5日解散）
- 成員
  - 城田純（主唱、作曲作詞）
  - 白石経（混音、作曲作詞）

- 單曲
  - 1st「鼓動」（2009年2月11日）
  - 2nd「空想カタルシス」（2009年7月15日）
  - 3rd「I -ありがとう-」（2010年7月21日）

## 外部連結
- 所屬經紀公司個人簡介頁
- 城田純 BLOG （页面存档备份，存于）